# Tixcocoba maya
Tixcocoba maya is een spinnensoort in de taxonomische indeling van de struikzakspinnen (Clubionidae).
Het dier behoort tot het geslacht Tixcocoba. De wetenschappelijke naam van de soort werd voor het eerst geldig gepubliceerd in 1977 door Willis J. Gertsch.